# Svinov (Útvina)
Svinov (německy Schwinau) je vesnice, část obce Útvina v okrese Karlovy Vary v Karlovarském kraji. Leží asi čtyři kilometry severovýchodně od Útviny.

## Historie
První písemná zmínka o vesnici pochází z roku 1316.

## Obyvatelstvo

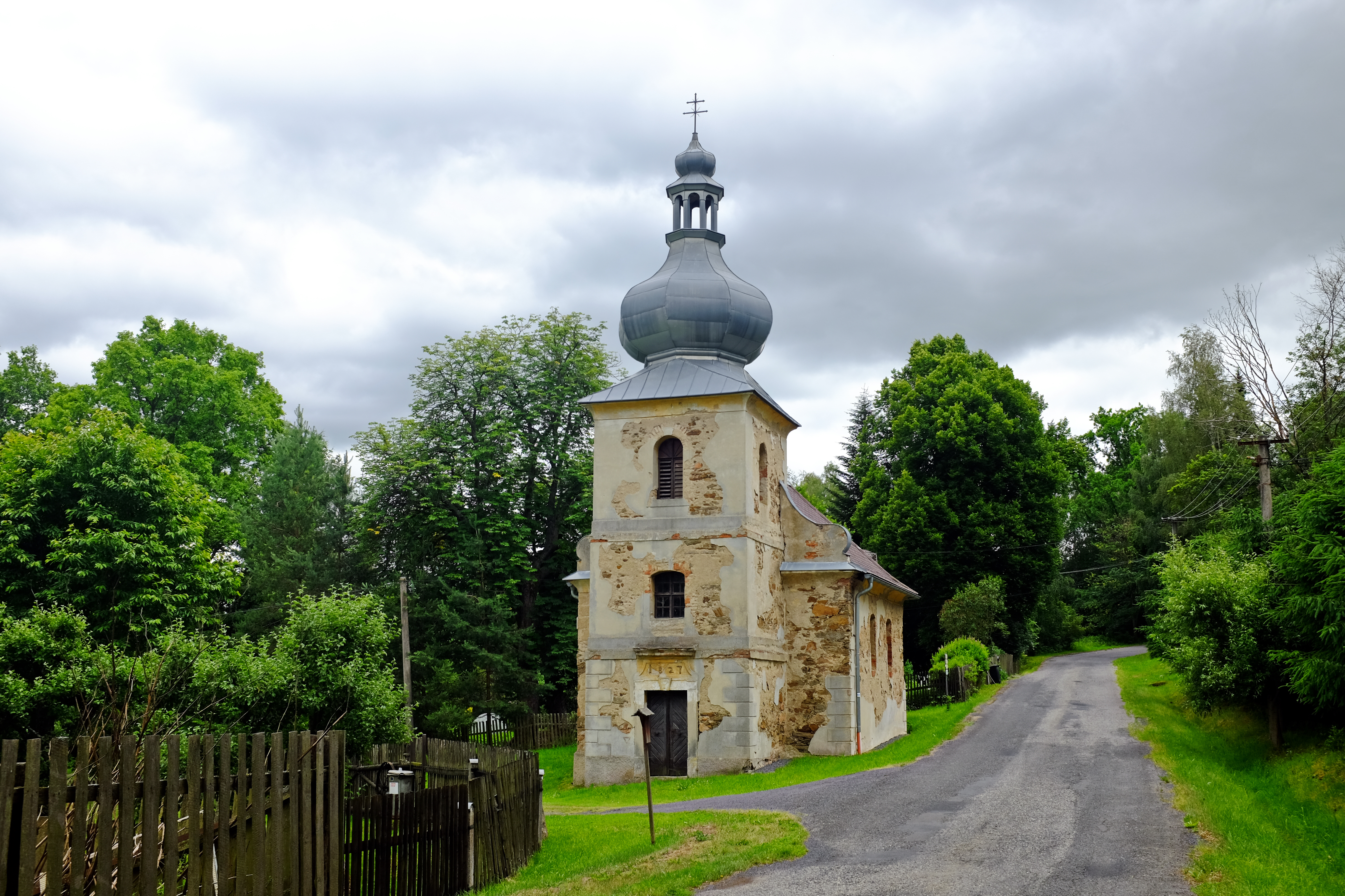
Silnice protínající ves a kaple svatého Floriána

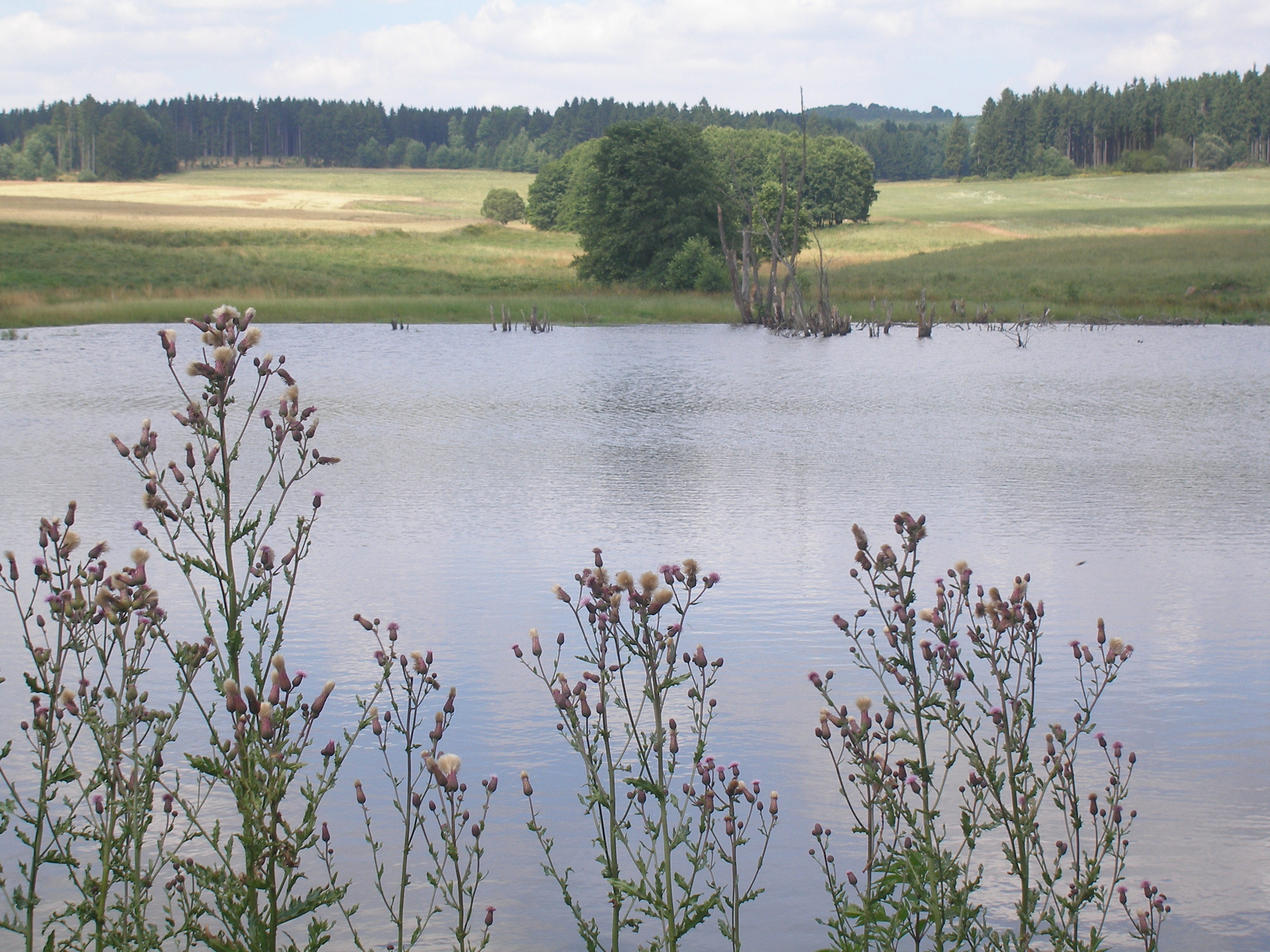
Rybník nacházející se v blízkosti Svinova

Při sčítání lidu v roce 1921 zde žilo 241 obyvatel (z toho 112 mužů), z nichž bylo 240 Němců a jeden cizinec. Až na jednoho evangelíka byli římskými katolíky. Podle sčítání lidu z roku 1930 měla vesnice 219 obyvatel německé národnosti a římskokatolického vyznání.
Do roku 1945 zde stálo 43 domů, po druhé světové válce bylo místní obyvatelstvo postupně vysídleno. Ve vsi trvale žije jen asi deset obyvatel, ostatní jsou chataři a chalupáři, většinou z Plzeňska a Karlovarska. Původní hospodářské usedlosti slouží převážně jako rekreační objekty, vznikla nová venkovská zástavba, rodinné domy, a rekreační objekty.
| Rok            | 1869 | 1880 | 1890 | 1900 | 1910 | 1921 | 1930 | 1950 | 1961 | 1970 | 1980 | 1991 | 2001 | 2011 | 2021 |
| -------------- | ---- | ---- | ---- | ---- | ---- | ---- | ---- | ---- | ---- | ---- | ---- | ---- | ---- | ---- | ---- |
| Počet obyvatel | 255  | 248  | 261  | 253  | 235  | 241  | 219  | 100  | 22   | 8    | 5    | 0    | 1    | 9    | 7    |
| Počet domů     | 44   | 45   | 41   | 41   | 41   | 41   | 42   | 33   | 33   | 4    | 2    | 3    | 4    | 6    | 4    |

## Obecní správa
Při sčítání lidu v letech 1869–1950 Svinov byl samostatnou obcí, se kterým patřil nejprve do okresu Žlutice, ale v roce 1950 v okrese Toužim. Od roku 1963 je částí obce Útvina v okrese Karlovy Vary.

## Pamětihodnosti
- Na návsi vedle silnice stojí klasicistní kaple svatého Floriána, postavená podle návrhu architekta V. Brzoteckého z roku 1827, zajímavá je její železobetonová klenba. Kaple je značně poškozena, ale v posledních letech byla opravena alespoň její střecha a v roce 2013 byly vyčleněny finanční prostředky na odvodnění obvodových stěn.[10]
- Rovněž na návsi u silnice stojí někdejší škola, kde výuka probíhala ještě v padesátých letech 20. století. dnes sloužící jako zemědělská usedlost.
- Podařilo zachránit několik domů lidové architektury přechodného typu mezi hrázděným a srubovým domem (čp. 3, 18 a 21).
- Pískovcová socha svatého Jana Nepomuckého z roku 1878 od neznámého autora. Sochu zde nechali postavit místní manželé Kluppovi (z čp. 26), je na ní vysekán nápis „Zur Ehre Gottes von Johann und Anna Klupp, Schwinau 26, im Jahre 1878“ (Ke slávě Boží od Johanna a Anny Kluppových, Svinov čp. 26, v roce 1878). Socha je ve špatném stavu, stala se terčem vandalů, chybí hlava světce.
- V těsném sousedství sochy Jana Nepomuckého se nachází pamětní kříž z roku 1915, který zde nechali vztyčit manželé Garkischovi za svého syna Ernsta Garkische, jenž padl v první světové válce. Svědčí o tom nápis na medailonu: „Zur Ehre Gottes und zum Andenken an unseren Sohn Ernst Garkisch. Er fiel in den Karphaten am 23. März 1915, im 23. Lebensjahr. Errichtet von Karl und Aloisia Garkisch aus Schwinau Nr. 26“. Gott rief Dich vom Schlachtfeld Ins himmlische Zelt lässt Eltern und Schwestern Betrübt auf der Welt. (Ke slávě Boží a na památku našeho syna Ernsta Garkische. Padl v Karpatech dne 23. března 1915, ve věku 23 let. Zřízeno Karlem a Aloisií Garkischovými ze Svinova čp. 26. Bůh tě povolal z bojiště do nebeského stanu a zanechal na světě zarmoucené rodiče a sestry.)

## Osobnosti
Ve vsi se narodil římskokatolický kněz Antonius Franz.